# Direitos LGBT no Iraque
Os direitos de pessoas lésbicas, gays, bissexuais e transgêneros (LGBT) no Iraque não são reconhecidos pelo Estado iraquiano, com estes cidadãos enfrentando desafios legais não vivenciados por cidadãos não-LGBTs. Pessoas LGBT estão sujeitas a discriminação generalizada, sendo que homens abertamente gays não têm permissão para servir nas forças armadas e o casamento entre pessoas do mesmo sexo ou uniões civis é ilegal. As pessoas LGBT não têm nenhuma proteção legal contra a discriminação e são frequentemente vítimas de justiça vigilante e assassinatos de honra.
Durante décadas, a comunidade LGBT no Iraque tem sido uma das comunidades mais invisíveis do mundo enfrentando todos os tipos de discriminação, com quase nenhum ativismo ou advocacia a favor deste grupo. Porém, nos últimos anos, iniciou-se um movimento clandestino que levou à criação de uma organização para indivíduos LGBTIQ+ no Iraque, com o nome IraQueer. A organização tem como objetivo aumentar a conscientização sobre e para a comunidade LGBTIQ + no Iraque e região do Curdistão por meio do compartilhamento de notícias e histórias pessoais de indivíduos queer.
Em 5 de fevereiro de 2005, o IRIN publicou um relatório intitulado "Iraque: a homossexualidade masculina ainda é um tabu". O artigo afirmou, entre outras coisas, que "assassinatos em honra" de iraquianos contra um membro da família gay são comuns e recebem alguma proteção legal. O artigo também afirmava que a emenda de 2001 ao Código Penal, que estipula a pena de morte para a homossexualidade, não foi alterado, embora Paul Bremer tenha ordenado claramente que o Código Penal retornasse à sua edição de 1980.
Desde 2005, há relatos de que o Conselho Supremo para a Revolução Islâmica do Iraque está envolvido em campanhas de esquadrões da morte contra cidadãos iraquianos LGBTs, e que eles são apoiados nessas políticas pelo Grande Aiatolá Ali al-Sistani. Novos ataques bárbaros, com 90 vítimas, foram relatados nos primeiros meses de 2012. Esses relatórios parecem resultar de uma fatwa emitida pelo clérigo iraquiano Grande Aiatolá Ali al-Sistani, afirmando que a homossexualidade e o lesbianismo são "proibidos" e que deveriam ser "punidos, de fato, com a morte. As pessoas envolvidas devem ser mortas na pior das hipóteses", pela maneira mais severa de matar".